# Strawn Pass
Strawn Pass är ett bergspass i Antarktis. Det ligger i Västantarktis. Inget land gör anspråk på området. Strawn Pass ligger 717 meter över havet.
Terrängen runt Strawn Pass är platt söderut, men norrut är den kuperad. Trakten är obefolkad. Det finns inga samhällen i närheten.